# مدرسه خیرآباد
مدرسه خیرآباد مربوط به دوره صفوی است و در شهرستان بهبهان، روستای خیرآباد واقع شده و این اثر در تاریخ ۱۲ شهریور ۱۳۸۰ با شمارهٔ ثبت ۳۸۴۰ به‌عنوان یکی از آثار ملی ایران به ثبت رسیده است.